# Heikki Kovalainen
Heikki Johannes Kovalainen (* 19. Oktober 1981 in Suomussalmi) ist ein finnischer Automobilrennfahrer. Er startete von 2007 bis 2013 in der Formel 1; seinen einzigen Sieg erzielte er dabei im Jahr 2008 im Großen Preis von Ungarn.
Kovalainen gewann 2004 den Meistertitel der World Series by Nissan und wurde 2005 Vizemeister der GP2-Serie.

## Karriere

### Anfänge im Motorsport
Kovalainen startete seine Motorsportkarriere 1991 im Kartsport. Unter anderem wurde er 1999 und 2000 finnischer Vizekartmeister. 2000 machte er sich zum ersten Mal einen Namen, indem er gleich vier Titel gewann. Sein größter Triumph war dabei, der Kart Driver of the Year in Finland-Award. 2001 fuhr Kovalainen in der britischen Formel Renault und wurde am Ende der Saison Vierter der Gesamtwertung. Dabei sicherte er sich zwei Siege und zwei Pole-Positions und war der beste Neueinsteiger in der Saison. Außerdem bestritt er den Macau Grand Prix, wo er Achter wurde.
2002 startete er in der britischen Formel-3-Meisterschaft und beendete die Saison mit fünf Siegen auf dem dritten Platz der Gesamtwertung. Im Macau Grand Prix wurde er nach dem achten Platz im Jahr zuvor diesmal Zweiter. Nach den beiden Jahren in England wechselte Kovalainen 2003 in die World Series by Nissan und wurde auf Anhieb Vizemeister hinter seinem Teamkollegen Franck Montagny. Ein Jahr später 2004 gewann er dann die Meistertitel dieser Serie. Im Dezember 2004 konnte Kovalainen das Race of Champions gewinnen. 2005 startete Kovalainen in der neu gegründeten GP2-Serie, die im Rahmenprogramm der Formel 1 ausgetragen wurde, für Arden International. Er beendete die Saison als Vizemeister hinter Nico Rosberg, der so wie Kovalainen fünf Rennen gewonnen hatte. Noch im selben Jahr fuhr er erste Tests für das Formel-1-Team von Renault. 2006 wurde er dann von Renault als offizieller Test- und Ersatzfahrer verpflichtet.

### Formel 1

#### Renault (2007)

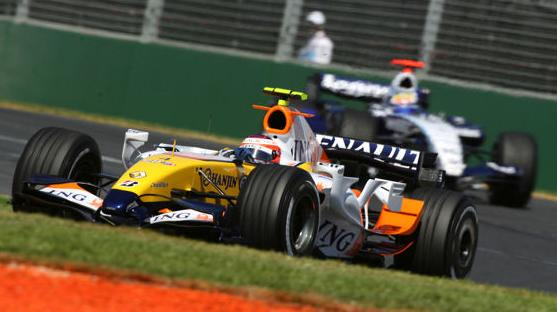
Kovalainen im Renault R27, GP Australien 2007

Für die Formel-1-Saison 2007 wurde Kovalainen bei Renault als Stammfahrer und Nachfolger von Weltmeister Fernando Alonso verpflichtet. In seinem ersten Rennen in Australien belegte er den 13. Platz. Beim zweiten Saisonrennen in Malaysia sicherte sich Kovalainen mit dem achten Platz den ersten WM-Punkt seiner Karriere. Beim chaotischen Rennen in Kanada belegte der Finne, der vom 22. Startplatz aus gestartet war, den vierten Platz und hatte bis kurz vor Schluss sogar die Chance, aufs Podest zu kommen. Seine erste Podest-Platzierung erzielte Kovalainen beim Großen Preis von Japan in Fuji, als er hinter dem Briten Lewis Hamilton und vor Landsmann und späterem Weltmeister Kimi Räikkönen ins Ziel kam. Am Saisonende belegte Kovalainen vor seinem Teamkollegen Giancarlo Fisichella den siebten Gesamtrang.
Am 10. Dezember 2007 gab das Renault-Team offiziell die Rückkehr von Alonso bekannt. Da das zweite Cockpit an den Brasilianer Nelson Piquet junior vergeben wurde, war Kovalainen vorübergehend ohne Vertrag für die nächste Saison. Vier Tage später aber verpflichtete Alonsos ehemaliger Arbeitgeber McLaren den Finnen als zweiten Fahrer neben Hamilton für die Saison 2008.

#### McLaren (2008–2009)

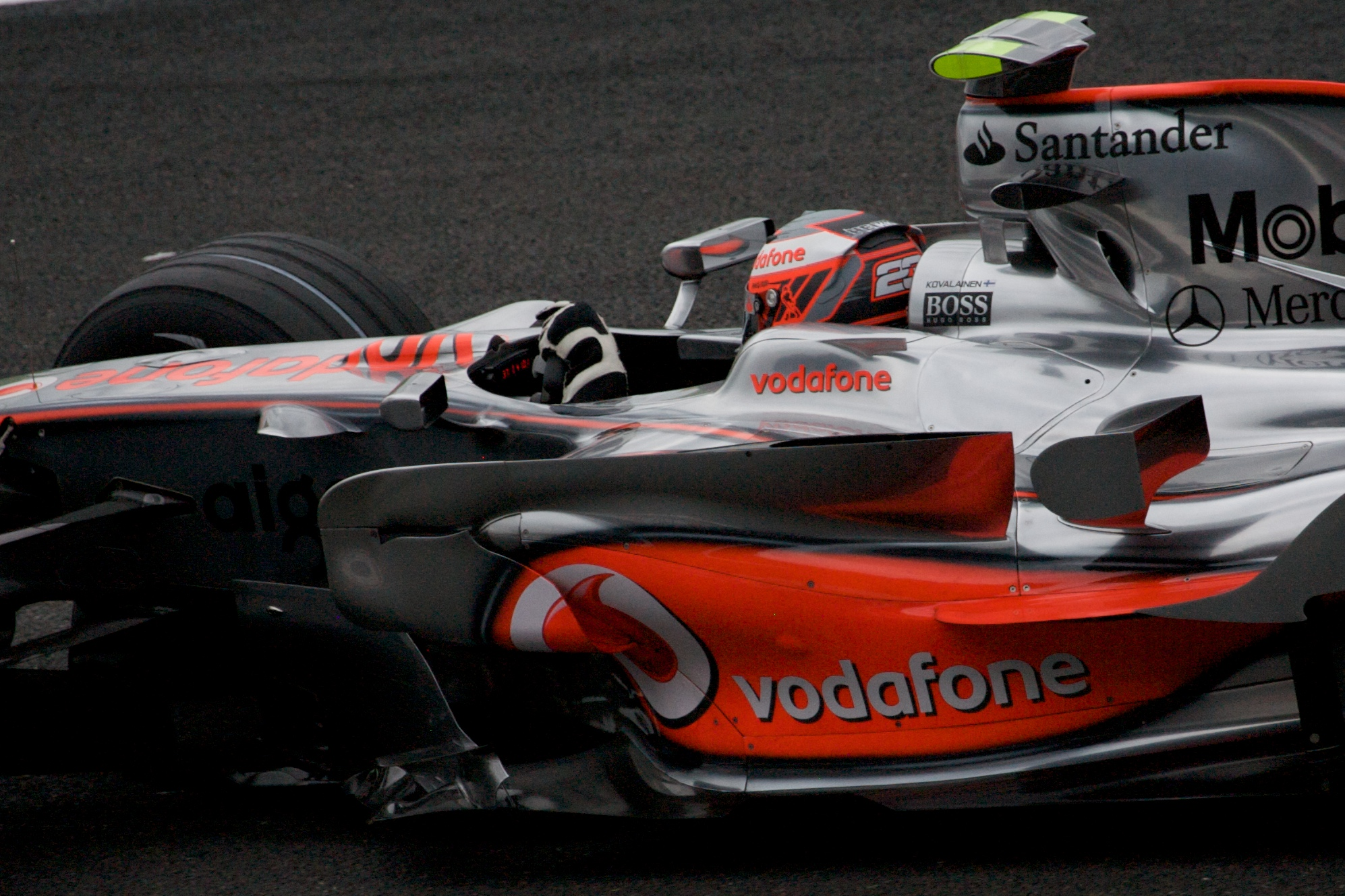
Kovalainen im McLaren MP4-23, GP Belgien 2008

In den ersten Saisonrennen fuhr der Finne auf einem Niveau mit dem favorisierten Hamilton und lag nach drei Rennen gleichauf mit dem Briten in der Weltmeisterschaft. Beim Großen Preis von Spanien fuhr Kovalainen in der 22. Runde nahezu ungebremst in die Reifenstapel, nachdem die Felge am linken Vorderrad seines McLaren gebrochen war. Der Finne blieb bei dem Unfall unverletzt und ging zwei Wochen danach beim Großen Preis der Türkei wieder an den Start.

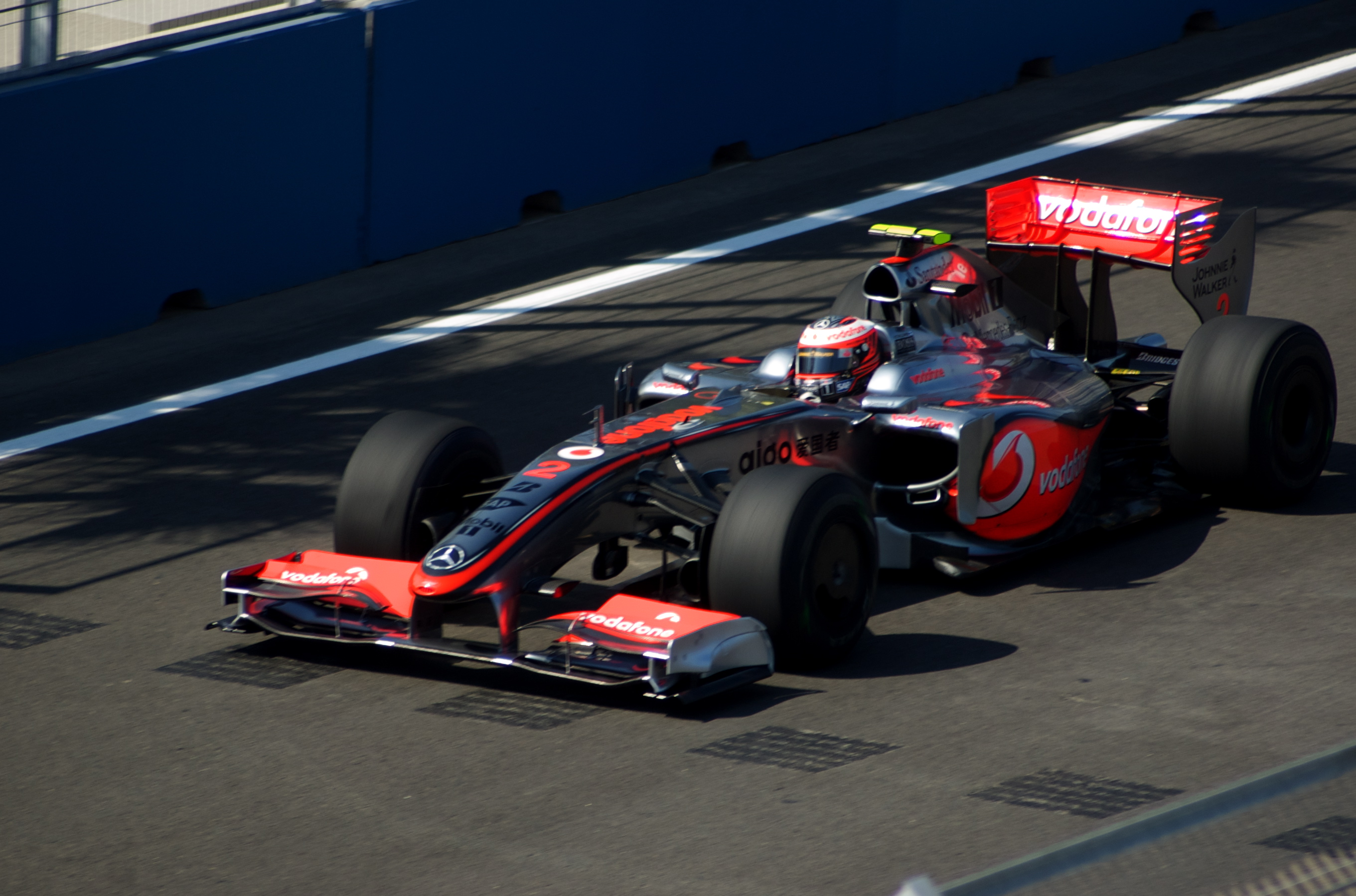
2009: Kovalainen auf dem Stadtkurs in Valencia

Im Vorfeld des Großen Preises von Ungarn gab McLaren-Mercedes bekannt, dass Kovalainen auch 2009 an der Seite von Hamilton für die „Silberpfeile“ an den Start gehen wird. Am Rennsonntag feierte Kovalainen dann seinen ersten Grand-Prix-Sieg, den er nach dem Ausfall des führenden Felipe Massa drei Runden vor Schluss geerbt hatte. Damit ist er der insgesamt 100. Fahrer, der sich in die Siegerliste der Formel 1 eintrug. Kovalainen gewann keine weiteren Rennen in der Saison und wurde Siebter in der Fahrerweltmeisterschaft, welche sein Teamkollege Hamilton gewann.
2009 zeigte sich beim ersten Rennen, dass der McLaren nicht mit der Spitze mithalten konnte und so fiel es Kovalainen schwer, gute Ergebnisse zu erzielen. Nachdem er bei den ersten acht Saisonrennen nur einmal hatte Punkte holen können, profitierte er ab dem Großen Preis von Deutschland von einem deutlich verbesserten McLaren und beendete die nächsten sechs Rennen allesamt in den Punkterängen. Allerdings wurden seine konstanten Leistung wie im Jahr zuvor durch seinen Teamkollegen Hamilton, der im selben Zeitraum zwei Rennen gewann und einmal Zweiter wurde, übertroffen. Am Saisonende belegte Kovalainen den zwölften Gesamtrang mit 22 Punkten, wohingegen Hamilton mit 49 Punkten Fünfter wurde. Wegen seiner schwachen Leistungen musste Kovalainen McLaren zum Saisonende verlassen.

#### Lotus/Caterham (2010–2013)

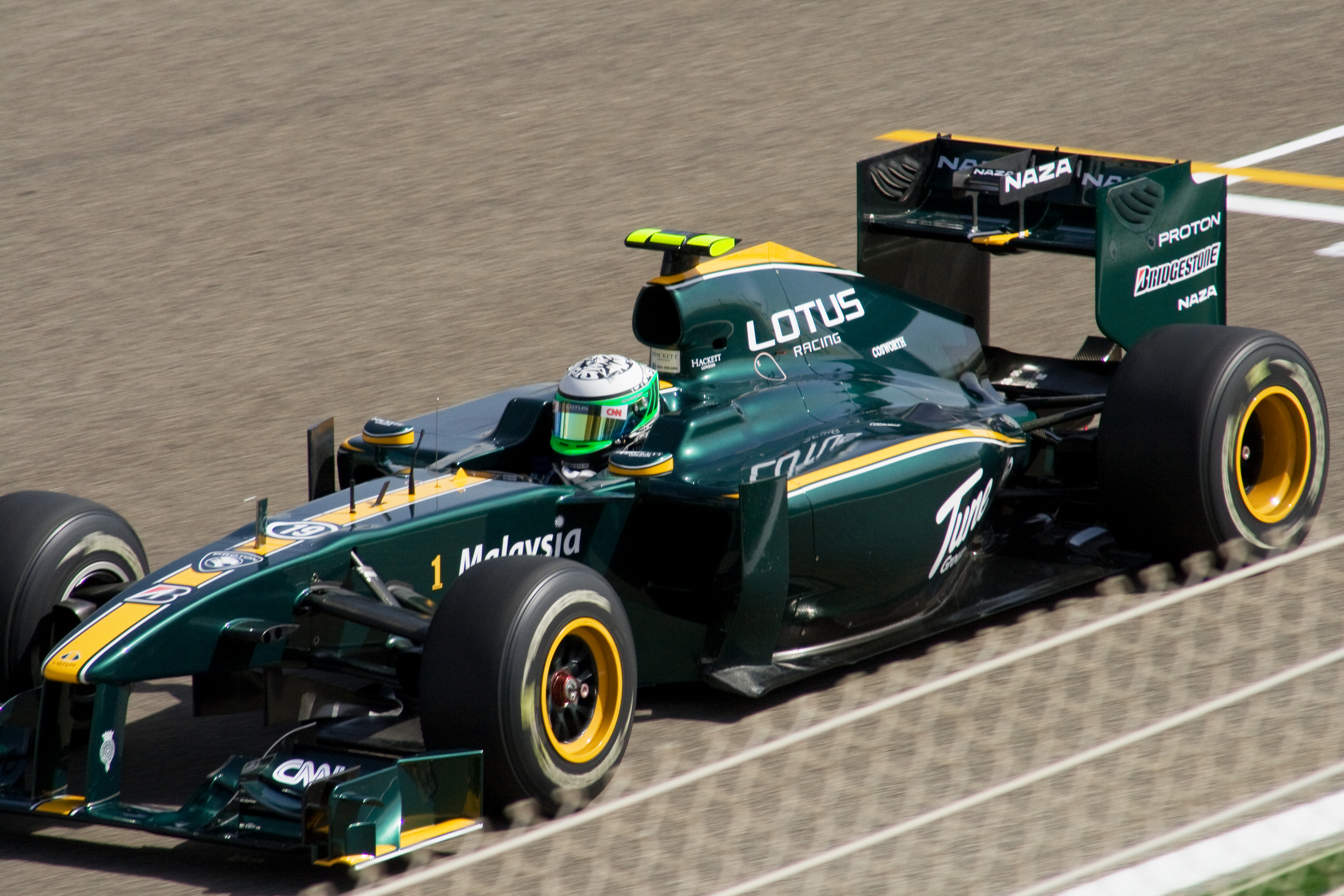
Kovalainen beim Saisonauftakt der Formel 1 in Bahrain 2010

Für die Saison 2010 wurde Kovalainen als Teamkollege von Jarno Trulli vom neuen Rennstall Lotus Racing, der zusammen mit zwei weiteren Teams in die Formel 1 eingestiegen war, verpflichtet. Er erreichte in den ersten vier Rennen das Ziel, wobei er in Malaysia mit zehn Runden Rückstand nicht gewertet wurde. Beim Großen Preis von Spanien konnte der Finne wegen technischer Probleme nicht am Rennen teilnehmen. Beim Großen Preis von Japan profitierte er von einigen Ausfällen und erzielte mit einem zwölften Platz seine beste Platzierung. Am Saisonende belegte er als bester Pilot der neuen Teams den 20. Gesamtrang.
2011 blieb Kovalainen bei Lotus. Er blieb wie im Vorjahr ohne Punkte und ein 13. Platz war sein bestes Einzelergebnis. Gegen seinen Teamkollegen Trulli setzte er sich mit 16:2 im Qualifying- und 10:6 im Rennduell durch. Da Trulli jedoch einen 13. Platz mehr vorzuweisen hatte, beendete Kovalainen die Saison eine Position hinter Trulli auf dem 22. Gesamtrang.

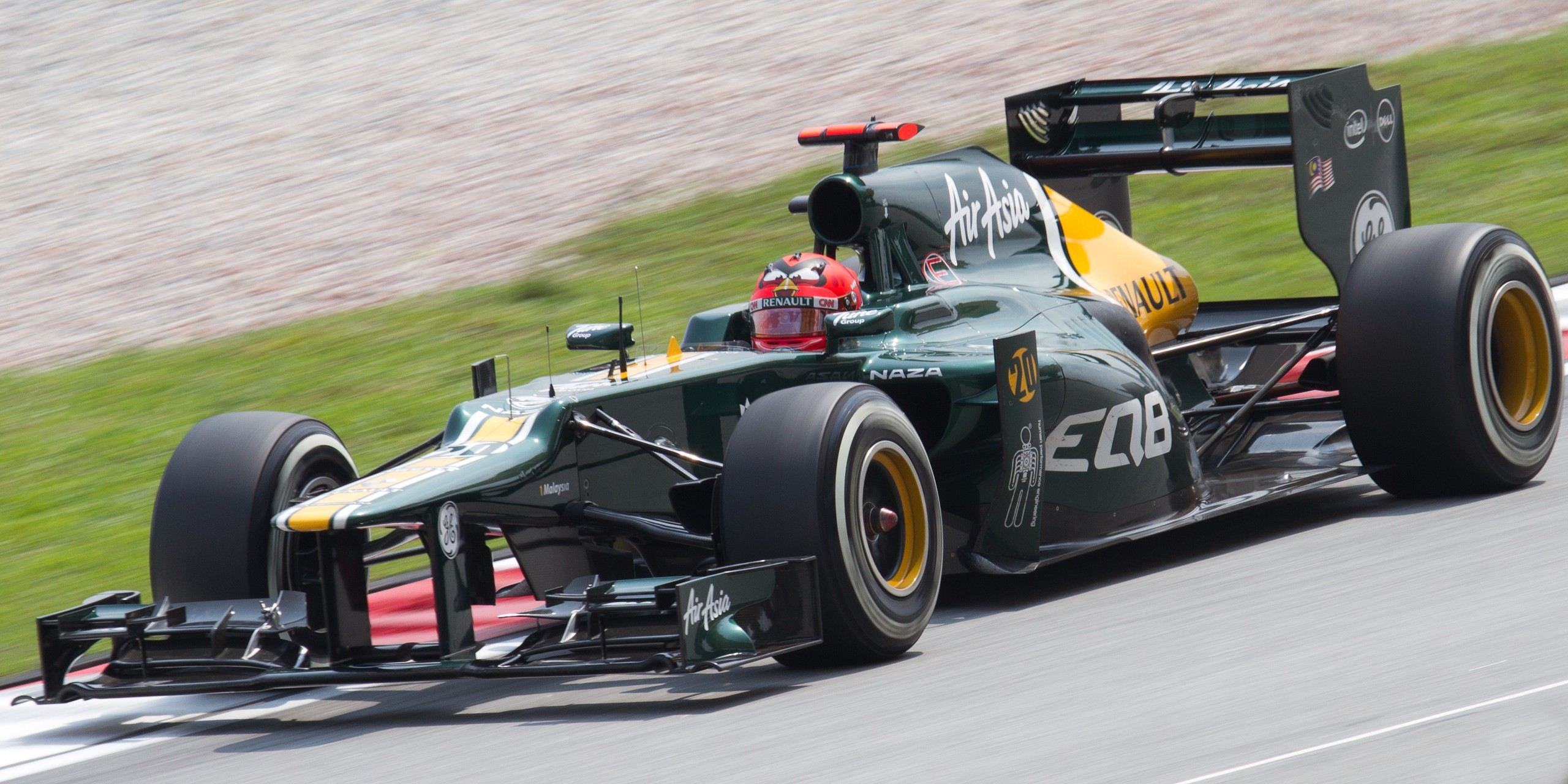
Kovalainen beim Großen Preis von Malaysia 2012

2012 bestritt Kovalainen seine dritte Saison für den Rennstall, der seit dieser Saison als Caterham F1 Team antritt. Beim Großen Preis von Monaco hielt er über viele Runden Jenson Button, der über ein schnelleres Auto verfügte, hinter sich und kam schließlich auf dem 13. Platz ins Ziel. Er wurde bei einem weiteren Rennen 13. Da er erneut punktelos blieb, entschieden die Rennplatzierungen über den Weltmeisterschaftsrang. Da sein Teamkollege Witali Petrow mit einem elften Platz eine bessere Platzierung erzielt hatte, lag Kovalainen am Saisonende auf dem 22., Petrow auf dem 19. Gesamtrang.
2013 war Kovalainen zunächst ohne Einsatzcockpit in der Formel 1. Er blieb Caterham als Testfahrer verbunden. In dieser Funktion nahm er an sechs freien Trainings teil.

#### Lotus (2013)
Zwei Rennen vor Saisonende wurde er vom Lotus F1 Team als Ersatz für den verletzten Räikkönen unter Vertrag genommen. Damit kehrte Kovalainen zu dem Rennstall zurück, bei dem er – damals unter dem Namen Renault – seine Formel-1-Karriere begonnen hatte. Sowohl in den USA, als auch in Brasilien kam er auf dem 14. Platz ins Ziel.

### GT-Sport

#### Super GT
Vor der DTM-Saison 2014 testete Kovalainen sowohl für HWA AG als auch für Schnitzer Motorsport, ein Engagement in der Serie kam jedoch nicht zustande.
Seit 2015 ist der Finne in der japanischen Super GT am Start und gewann 2016 gemeinsam mit seinem Teamkollegen Kohei Hirate die Gesamtwertung der GT-500-Klasse.

## Statistik

### Karrierestationen
| - 1991–2000: Kartsport - 2001: Britische Formel Renault (Platz 4) - 2002: Britische Formel 3 (Platz 3) - 2003: World Series by Nissan (Platz 2) - 2004: World Series by Nissan (Meister) - 2005: GP2-Serie (Platz 2) - 2005: Formel 1 (Testfahrer) - 2006: Formel 1 (Testfahrer) | - 2007: Formel 1 (Platz 7) - 2008: Formel 1 (Platz 7) - 2009: Formel 1 (Platz 12) - 2010: Formel 1 (Platz 20) - 2011: Formel 1 (Platz 22) - 2012: Formel 1 (Platz 22) - 2013: Formel 1 (Platz 21) - 2014: DTM (Testfahrer) | - 2015: Super GT (Platz 13) - 2016: Super GT (Meister) - 2017: Super GT (Platz 8) - 2018: Super GT (Platz 9) - 2019: Super GT (Platz 5) |

### Einzelergebnisse in der GP2-Serie
| Jahr | Team                | 1   | 2   | 3   | 4   | 5   | 6   | 7   | 8   | 9   | 10  | 11  | 12  | 13  | 14  | 15  | 16  | 17  | 18  | 19  | 20  | 21  | 22  | 23  | Punkte | Rang |
| ---- | ------------------- | --- | --- | --- | --- | --- | --- | --- | --- | --- | --- | --- | --- | --- | --- | --- | --- | --- | --- | --- | --- | --- | --- | --- | ------ | ---- |
| 2005 | Arden International | ITA | ITA | ESP | ESP | MON | GER | GER | FRA | FRA | GBR | GBR | GER | GER | HUN | HUN | TUR | TUR | ITA | ITA | BEL | BEL | BRN | BRN | 105    | 2.   |
| 2005 | Arden International | 1   | 3   | 3   | DNF | 5   | 1   | DNF | 1   | 3   | 2   | 3   | 5   | 6   | 2   | 5   | 10  | 1   | 1   | 5   | 15  | 9   | 3   | DNF | 105    | 2.   |

### Statistik in der Formel-1-Weltmeisterschaft

#### Grand-Prix-Sieg
- 2008:  Ungarn (Mogyoród)

#### Gesamtübersicht
| Saison | Team                      | Chassis        | Motor           | Rennen | Siege | Zweiter | Dritter | Poles | schn. Rennrunden | Punkte | WM-Pos. |
| ------ | ------------------------- | -------------- | --------------- | ------ | ----- | ------- | ------- | ----- | ---------------- | ------ | ------- |
| 2007   | ING Renault F1 Team       | Renault R27    | Renault 2.4 V8  | 17     | −     | 1       | −       | −     | −                | 30     | 7.      |
| 2008   | Vodafone McLaren Mercedes | McLaren MP4-23 | Mercedes 2.4 V8 | 18     | 1     | 1       | 1       | 1     | 2                | 53     | 7.      |
| 2009   | Vodafone McLaren Mercedes | McLaren MP4-24 | Mercedes 2.4 V8 | 17     | −     | −       | −       | −     | −                | 22     | 12.     |
| 2010   | Lotus Racing              | Lotus T127     | Cosworth 2.4 V8 | 18     | –     | –       | –       | –     | –                | –      | 20.     |
| 2011   | Team Lotus                | Lotus T128     | Renault 2.4 V8  | 19     | –     | –       | –       | –     | –                | –      | 22.     |
| 2012   | Caterham F1 Team          | Caterham CT01  | Renault 2.4 V8  | 20     | –     | –       | –       | –     | –                | –      | 22.     |
| 2013   | Lotus F1 Team             | Lotus E21      | Renault 2.4 V8  | 2      | –     | –       | –       | –     | –                | –      | 21.     |
| Gesamt | Gesamt                    | Gesamt         | Gesamt          | 111    | 1     | 2       | 1       | 1     | 2                | 105    |         |

#### Einzelergebnisse
| Saison | 1   | 2  | 3   | 4   | 5   | 6   | 7   | 8   | 9  | 10  | 11 | 12  | 13 | 14  | 15  | 16  | 17 | 18 | 19 | 20 |
| ------ | --- | -- | --- | --- | --- | --- | --- | --- | -- | --- | -- | --- | -- | --- | --- | --- | -- | -- | -- | -- |
| 2007   |     |    |     |     |     |     |     |     |    |     |    |     |    |     |     |     |    |    |    |    |
| 10     | 8   | 9  | 7   | 13  | 4   | 5   | 15  | 7   | 8  | 8   | 6  | 7   | 8  | 2   | 9   | DNF |    |    |    |    |
| 2008   |     |    |     |     |     |     |     |     |    |     |    |     |    |     |     |     |    |    |    |    |
| 5      | 3   | 5  | DNF | 12  | 8   | 9   | 4   | 5   | 5  | 1   | 4  | 10* | 2  | 10  | DNF | DNF | 7  |    |    |    |
| 2009   |     |    |     |     |     |     |     |     |    |     |    |     |    |     |     |     |    |    |    |    |
| DNF    | DNF | 5  | 12  | DNF | DNF | 14  | DNF | 8   | 5  | 4   | 6  | 6   | 7  | 11  | 12  | 11  |    |    |    |    |
| 2010   |     |    |     |     |     |     |     |     |    |     |    |     |    |     |     |     |    |    |    |    |
| 15     | 13  | NC | 14  | DNS | DNF | DNF | 16  | DNF | 17 | DNF | 14 | 16  | 18 | 16* | 12  | 13  | 18 | 17 |    |    |
| 2011   |     |    |     |     |     |     |     |     |    |     |    |     |    |     |     |     |    |    |    |    |
| DNF    | 15  | 16 | 19  | DNF | 14  | DNF | 19  | DNF | 16 | DNF | 15 | 13  | 16 | 18  | 14  | 14  | 17 | 16 |    |    |
| 2012   |     |    |     |     |     |     |     |     |    |     |    |     |    |     |     |     |    |    |    |    |
| DNF    | 18  | 23 | 17  | 16  | 13  | 18  | 14  | 17  | 19 | 17  | 17 | 14  | 15 | 15  | 17  | 18  | 13 | 18 | 14 |    |
| 2013   |     |    |     |     |     |     |     |     |    |     |    |     |    |     |     |     |    |    |    |    |
|        |     |    | PO  | PO  |     |     |     |     |    | PO  | PO |     |    | PO  |     | PO  | 14 | 14 |    |    |

| Legende  | Legende            | Legende                                                          |
| Farbe    | Abkürzung          | Bedeutung                                                        |
| -------- | ------------------ | ---------------------------------------------------------------- |
| Gold     | –                  | Sieg                                                             |
| Silber   | –                  | 2. Platz                                                         |
| Bronze   | –                  | 3. Platz                                                         |
| Grün     | –                  | Platzierung in den Punkten                                       |
| Blau     | –                  | Klassifiziert außerhalb der Punkteränge                          |
| Violett  | DNF                | Rennen nicht beendet (did not finish)                            |
| Violett  | NC                 | nicht klassifiziert (not classified)                             |
| Rot      | DNQ                | nicht qualifiziert (did not qualify)                             |
| Rot      | DNPQ               | in Vorqualifikation gescheitert (did not pre-qualify)            |
| Schwarz  | DSQ                | disqualifiziert (disqualified)                                   |
| Weiß     | DNS                | nicht am Start (did not start)                                   |
| Weiß     | WD                 | zurückgezogen (withdrawn)                                        |
| Hellblau | PO                 | nur am Training teilgenommen (practiced only)                    |
| Hellblau | TD                 | Freitags-Testfahrer (test driver)                                |
| ohne     | DNP                | nicht am Training teilgenommen (did not practice)                |
| ohne     | INJ                | verletzt oder krank (injured)                                    |
| ohne     | EX                 | ausgeschlossen (excluded)                                        |
| ohne     | DNA                | nicht erschienen (did not arrive)                                |
| ohne     | C                  | Rennen abgesagt (cancelled)                                      |
| ohne     | keine WM-Teilnahme |                                                                  |
| sonstige | P/fett             | Pole-Position                                                    |
| sonstige | 1/2/3/4/5/6/7/8    | Punktplatzierung im Sprint-/Qualifikationsrennen                 |
| sonstige | SR/kursiv          | Schnellste Rennrunde                                             |
| sonstige | *                  | nicht im Ziel, aufgrund der zurückgelegten Distanz aber gewertet |
| sonstige | ()                 | Streichresultate                                                 |
| sonstige | unterstrichen      | Führender in der Gesamtwertung                                   |

### WRC-Einzelergebnisse
| Jahr | Team              | Fahrzeug       | 1   | 2   | 3   | 4   | 5   | 6   | 7   | 8   | 9   | 10  | 11  | 12  | 13  | 14 | Punkte | Rang |
| ---- | ----------------- | -------------- | --- | --- | --- | --- | --- | --- | --- | --- | --- | --- | --- | --- | --- | -- | ------ | ---- |
| 2022 | Heikki Kovalainen | Škoda Fabia R5 | MON | SWE | KRO | POR | ITA | KEN | EST | FIN | BEL | GRE | NZL | ESP | JPN |    | 1      | 37   |
| 2022 | Heikki Kovalainen | Škoda Fabia R5 |     |     |     |     |     |     |     |     |     | 10  |     |     |     |    | 1      | 37   |